# شهرستان لوجیانگ
شهرستان لوجیانگ (به لاتین: Lujiang County) یک منطقهٔ مسکونی در چین است که در هفئی واقع شده‌است.